# Memorial Cup 2011
Memorial Cup w 2011 roku odbył się w dniach 20–29 maja w Mississauga. Była to 93. edycja turnieju o mistrzostwo Canadian Hockey League. 10 maja 2010 roku Ontario Hockey League ogłosiła, iż gospodarzem turnieju została drużyna Mississauga St. Michael’s Majors, zaś mecze odbędą się na hali Hershey Centre. Pozostałymi kandydaturami były: Barrie Colts, Kingston Frontenacs oraz Windsor Spitfires.
Turniej został zorganizowany w następującej formule:
- Turniej rozpoczął się fazą grupową, która toczona była systemem kołowym tzn. każda drużyna rozegrała z każdą drużyną w turnieju spotkanie
- Po rozegraniu fazy grupowej rozpoczęła się faza pucharowa, składająca się z trzech meczów: dodatkowy mecz o prawo gry w półfinale, półfinał oraz finał. Zwycięzca każdego kolejnego meczu awansował do kolejnej rundy, a zwycięzca finału zdobył Memorial Cup.

## Terminarz

### Faza grupowa
| 20 maja 2011 | Saint John Sea Dogs | 4:3 | Mississauga St. Michael’s Majors | Hershey Center, Mississauga |

| Szczegóły      | Szczegóły | Szczegóły       | Szczegóły | Szczegóły                                                               |
| -------------- | --------- | --------------- | --------- | ----------------------------------------------------------------------- |
| Godzina: 19:00 |           | (2:2, 1:0, 1:1) |           | Widzów: 5429 Sędzia główny: Scott Ferguson Sędziowie liniowi: Matt Kirk |

| 21 maja 2011 | Owen Sound Attack | 5:0 | Kootenay Ice | Hershey Center, Mississauga |

| Szczegóły      | Szczegóły | Szczegóły       | Szczegóły | Szczegóły                                                                 |
| -------------- | --------- | --------------- | --------- | ------------------------------------------------------------------------- |
| Godzina: 19:00 |           | (1:0, 1:0, 3:0) |           | Widzów: 5429 Sędzia główny: Dominick Bedard Sędziowie liniowi: Dave Lewis |

| 22 maja 2011 | Mississauga St. Michael’s Majors | 2:1 | Kootenay Ice | Hershey Center, Mississauga |

| Szczegóły      | Szczegóły | Szczegóły       | Szczegóły | Szczegóły                                                           |
| -------------- | --------- | --------------- | --------- | ------------------------------------------------------------------- |
| Godzina: 19:00 |           | (1:1, 0:0, 1:0) |           | Widzów: 5429 Sędzia główny: Dave Lewis Sędziowie liniowi: Matt Kirk |

| 23 maja 2011 | Owen Sound Attack | 2:3 pd. | Saint John Sea Dogs | Hershey Center, Mississauga |

| Szczegóły      | Szczegóły | Szczegóły            | Szczegóły | Szczegóły                                                                     |
| -------------- | --------- | -------------------- | --------- | ----------------------------------------------------------------------------- |
| Godzina: 19:00 |           | (2:0, 0:1, 0:1, 0:1) |           | Widzów: 5429 Sędzia główny: Scott Ferguson Sędziowie liniowi: Dominick Bedard |

| 24 maja 2011 | Kootenay Ice | 5:4 pd. | Saint John Sea Dogs | Hershey Center, Mississauga |

| Szczegóły      | Szczegóły | Szczegóły            | Szczegóły | Szczegóły                                                                |
| -------------- | --------- | -------------------- | --------- | ------------------------------------------------------------------------ |
| Godzina: 19:00 |           | (0:0, 2:2, 2:2, 1:0) |           | Widzów: 5429 Sędzia główny: Dave Lewis Sędziowie liniowi: Scott Ferguson |

| 25 maja 2011 | Mississauga St. Michael’s Majors | 3:1 | Owen Sound Attack | Hershey Center, Mississauga |

| Szczegóły      | Szczegóły | Szczegóły       | Szczegóły | Szczegóły                                                                |
| -------------- | --------- | --------------- | --------- | ------------------------------------------------------------------------ |
| Godzina: 19:00 |           | (1:0, 1:1, 1:0) |           | Widzów: 5429 Sędzia główny: Dominick Bedard Sędziowie liniowi: Matt Kirk |

Tabela
Lp. = lokata, M = liczba rozegranych spotkań, W = Wygrane, P = Porażki, G+ = Gole strzelone, G- = Gole stracone
| Lp. | Zespół                                       | M | W | P | G + | G - | +/- |
| --- | -------------------------------------------- | - | - | - | --- | --- | --- |
| 1   | Saint John Sea Dogs (QMJHL)                  | 3 | 2 | 1 | 11  | 10  | +1  |
| 2   | Mississauga St. Michael’s Majors (Gospodarz) | 3 | 2 | 1 | 8   | 6   | +2  |
| 3   | Owen Sound Attack (OHL)                      | 3 | 1 | 2 | 8   | 6   | +2  |
| 4   | Kootenay Ice (WHL)                           | 3 | 1 | 2 | 6   | 11  | -5  |

## Faza pucharowa

### Tiebreaker
| 26 maja 2011 | Kootenay Ice | 7:3 | Owen Sound Attack | Hershey Center, Mississauga |

| Szczegóły      | Szczegóły | Szczegóły       | Szczegóły | Szczegóły                                                                |
| -------------- | --------- | --------------- | --------- | ------------------------------------------------------------------------ |
| Godzina: 19:00 |           | (0:2, 3:0, 4:1) |           | Widzów: 4916 Sędzia główny: Dave Lewis Sędziowie liniowi: Scott Ferguson |

### Półfinał
| 27 maja 2011 | Kootenay Ice | 1:3 | Mississauga St. Michael’s Majors | Hershey Center, Mississauga |

| Szczegóły      | Szczegóły | Szczegóły       | Szczegóły | Szczegóły                                                           |
| -------------- | --------- | --------------- | --------- | ------------------------------------------------------------------- |
| Godzina: 19:00 |           | (0:1, 1:1, 0:1) |           | Widzów: 5329 Sędzia główny: Matt Kirk Sędziowie liniowi: Dave Lewis |

### Finał
| 29 maja 2011 | Mississauga St. Michael’s Majors | 1:3 | Saint John Sea Dogs | Hershey Center, Mississauga |

| Szczegóły      | Szczegóły           | Szczegóły       | Szczegóły                                                            | Szczegóły                                                                |
| -------------- | ------------------- | --------------- | -------------------------------------------------------------------- | ------------------------------------------------------------------------ |
| Godzina: 19:00 | R. Brace 14:41 (EQ) | (0:2, 1:0, 0:1) | 02:24 (SH) S. Després 33:17 (EQ) Z. Phillips 56:17 (EQ) J. Huberdeau | Widzów: 5429 Sędzia główny: Dominick Bedard Sędziowie liniowi: Matt Kirk |

## Statystyki
| Zawodnik            | Drużyna             | Mecze | Gole | Asysty | Pkt | Min. |
| ------------------- | ------------------- | ----- | ---- | ------ | --- | ---- |
| Andrew Shaw         | Owen Sound Attack   | 4     | 2    | 5      | 7   | 16   |
| Matt Fraser         | Kootenay Ice        | 5     | 4    | 2      | 6   | 2    |
| Jonathan Huberdeau  | Saint John Sea Dogs | 4     | 3    | 3      | 6   | 4    |
| Cody Eakin          | Kootenay Ice        | 5     | 3    | 3      | 6   | 4    |
| Devante Smith-Pelly | Mississauga         | 5     | 3    | 3      | 6   | 4    |
| Max Reinhart        | Kootenay Ice        | 5     | 1    | 5      | 6   | 2    |